# 카샤
카샤(러시아어: каша)는 러시아 등 동유럽에서 "알곡"이나 알곡에 물이나 우유를 부어 익힌 죽이나 포리지 비슷한 음식을 뜻하는 말이다. 흔히 메밀로 만든 메밀 카샤를 가리킨다. 러시아의 국민 음식 가운데 하나로 여겨진다.

## 이름
지역에 따라 카샤(러시아어·벨라루스어·우크라이나어·카자흐어: каша, 슬로바키아어: kaša, 폴란드어: kasza), 카셔(루마니아어: cașă, 헝가리어: kása), 카셰(체코어: kaše), 코셰(리투아니아어: košė) 등으로 불린다. 모두 동원어이며, 어원은 고대동슬라브어 "카샤(каша)"이다.

## 종류
- 귀리 카샤
- 메밀 카샤
- 밀 카샤
- 보리 카샤
- 서곡 카샤

## 같이 보기
- 죽
- 포리지